# Mercedes-Benz M15
Il Mercedes-Benz M15 (o Daimler-Benz M15 è un motore a scoppio prodotto dal 1931 al 1936 dalla Casa tedesca Daimler-Benz per il suo marchio automobilistico Mercedes-Benz.

## Profilo e caratteristiche

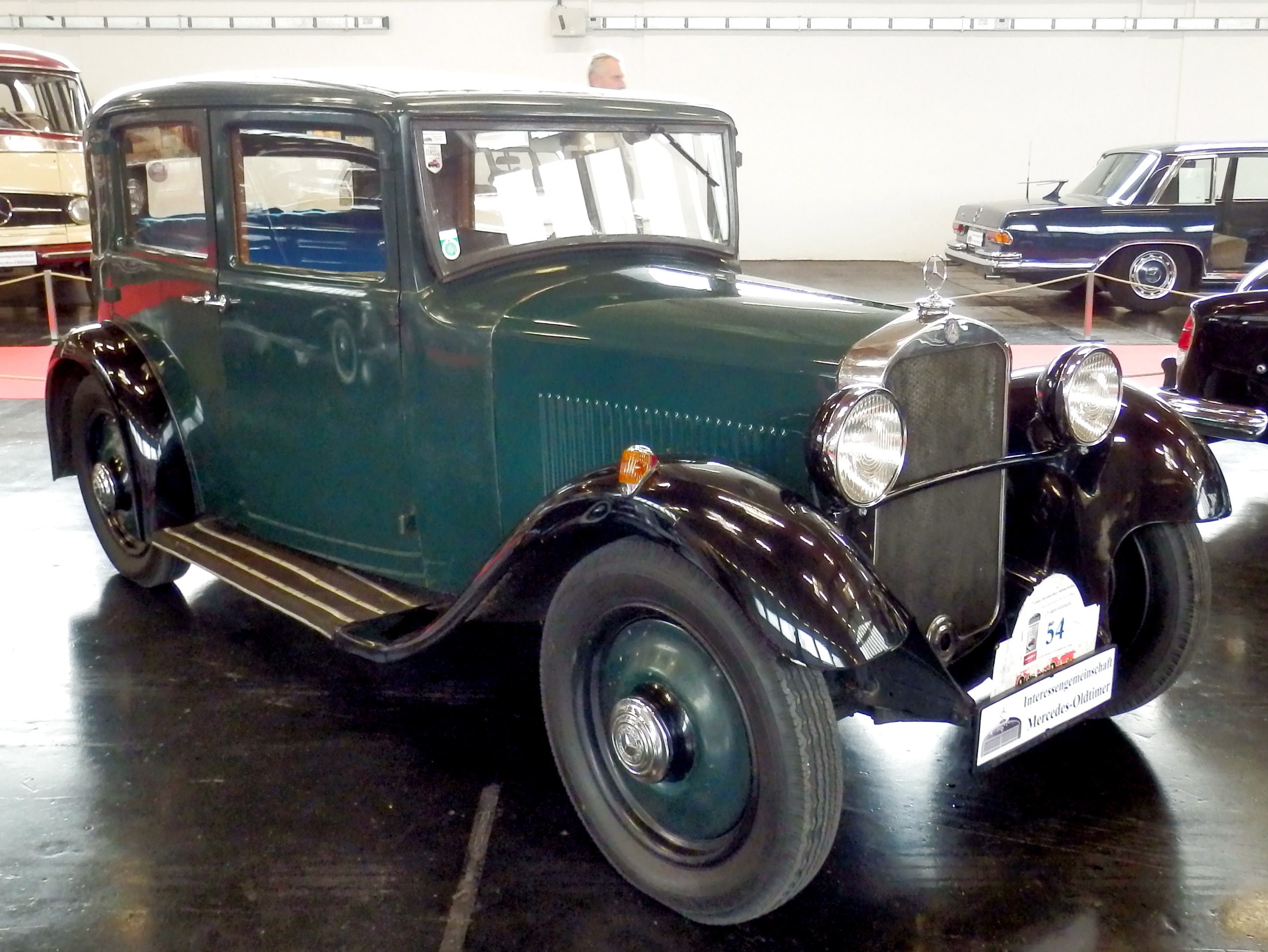
Il motore M15 è stato utilizzato per spingere la 170 del 1931...

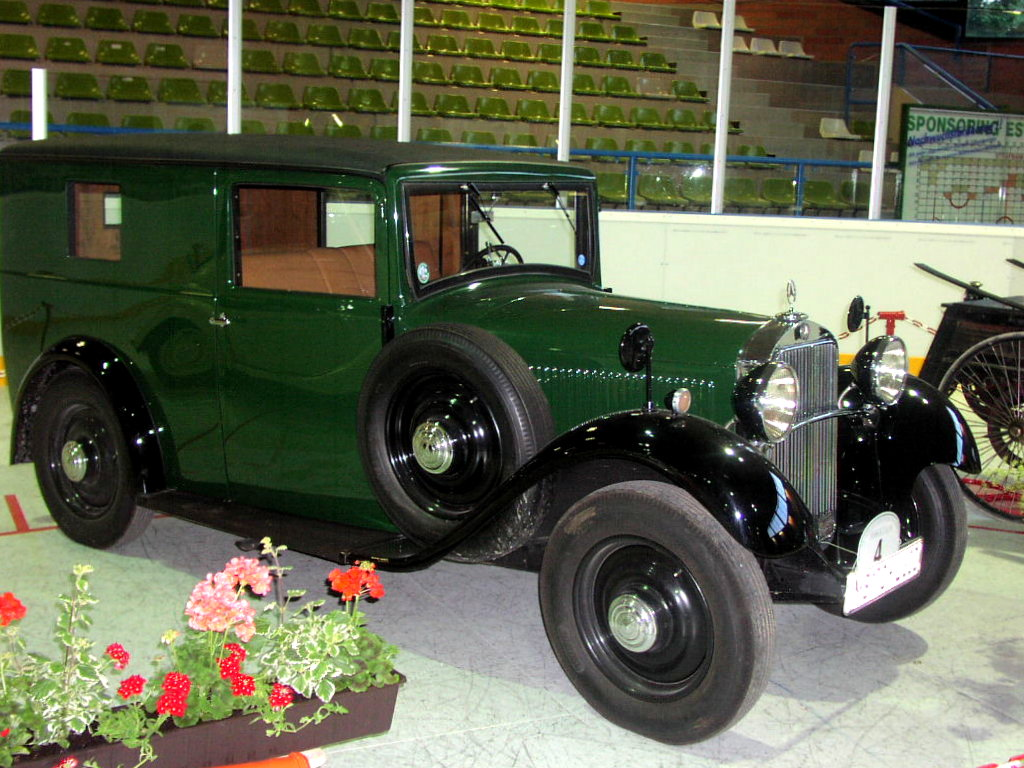
... e dal furgoncino L300 della stessa serie.

Si tratta del primo motore destinato ad una Mercedes-Benz di fascia medio-alta, e quindi più accessibile da parte di una fascia più ampia di potenziali clienti rispetto ai modelli di fascia alta o di lusso presenti fino a quel momento nel listino della Casa tedesca.
Queste le caratteristiche tecniche del motore M15:
- architettura a 6 cilindri in linea;
- basamento e testata in ghisa;
- monoblocco di tipo sottoquadro;
- alesaggio e corsa: 65x85 mm;
- cilindrata: 1692 cm³;
- distribuzione a valvole laterali;
- rapporto di compressione: 6:1;
- alimentazione a carburatore Solex 30FVST;
- potenza massima: 32 CV a 3200 giri/min;
- applicazioni:
  - Mercedes-Benz 170 (1931-36);
  - Mercedes-Benz L300 (1932-36).